# مارسلو اسکودرو
مارسلو اسکودرو (انگلیسی: Marcelo Escudero؛ زادهٔ ۲۵ ژوئیهٔ ۱۹۷۲) بازیکن فوتبال اهل آرژانتین است.
از باشگاه‌هایی که در آن بازی کرده‌است می‌توان به باشگاه فوتبال ریور پلاته، باشگاه فوتبال نیولز اولد بویز، و باشگاه ورزشی فورتالزا اشاره کرد.
وی همچنین در تیم ملی فوتبال آرژانتین بازی کرده‌است.